# Подмостье (Речицкий район)
Подмостье (бел. Падмосце) — посёлок в Пересвятовском сельсовете Речицкого района Гомельской области Белоруссии.

## География

### Расположение
В 12 км на юго-запад от районного центра и железнодорожной станции Речица (на линии Гомель — Калинковичи), 62 км от Гомеля.

## Транспортная сеть
Транспортные связи по просёлочной, затем автомобильной дороге Калинковичи — Гомель. Планировка состоит из короткой прямолинейной улицы, ориентированной с юго-запада на северо-восток и застроенной редко деревянными усадьбами.

## История
Основан в начале XX века переселенцами из соседних деревень. Наиболее активная застройка приходится на 1920-е годы. В 1931 году организован колхоз. 6 жителей погибли на фронтах Великой Отечественной войны. Согласно переписи 1959 года в составе совхоза «10 лет Октября» (центр — деревня Пересвятое).

## Население

### Численность
- 2004 год — 14 хозяйств, 27 жителей.

### Динамика
- 1930 год — 27 дворов, 143 жителя.
- 1959 год — 125 жителей (согласно переписи).
- 2004 год — 14 хозяйств, 27 жителей.